# Rashid Jahan
Rashid Jahan (25 de agosto de 1905 - 29 de julho de 1952) foi uma escritora e médica muçulmana indiana famosa por sua literatura urdu e comentários sociais incisivos. Ela escreveu contos e peças e talvez seja mais lembrada por sua contribuição para o Angarey (1932), uma coleção de contos não convencionais escritos em colaboração com Sajjad Zaheer, Ahmed Ali e Mahmuduz Zafar.